# Anglo-Indiani
Secondo l'Oxford English Dictionary, il termine anglo-indiano può indicare tre gruppi di persone: "Persone di discendenza mista britannica e indiana, persone di discendenza indiana ma nate o vissute in Gran Bretagna o (desueto) persone di discendenza inglese o di nascita ma che vivono o hanno vissuto a lungo in India".
La seconda accezione designa un gruppo di persone che oggi vengono per lo più designate in inglese con il termine British Indian. La terza accezione è diventata desueta. La prima accezione è quella moderna, e designa una specifica minoranza di ascendenza mista euroasiatica, la cui lingua madre è l'inglese.
Il comico canadese Russell Peters è di discendenza anglo-indiana.